# Tamala Jones
Tamala Regina Jones (Pasadena (Californië), 12 november 1974) is een Amerikaanse actrice. 
Jones maakte in 1995 zowel haar acteerdebuut (met verschillende eenmalige gastrolletjes in televisieseries), als haar filmdebuut (in How to Make an American Quilt, als voorouder van werkster Anna). Sindsdien speelde ze in meer dan 25 films en verscheen ze als terugkerend personage in verschillende televisieseries. Jones' omvangrijkste rol is die als Lanie Parish in de televisieserie Castle, waarin ze in 173 afleveringen te zien was.

## Biografie
Jones werd geboren in Pasadena (Californië) als oudste kind in een gezin van drie kinderen. Zij begon haar carrière als model in reclamespotjes.

## Filmografie

### Films
Selectie:
- 2009: Up in the Air – Karen Barnes
- 2007: Daddy Day Camp – Kim Hinton
- 2003: Head of State – Lisa Clark
- 2000: The Ladies Man – Theresa
- 1999: Blue Streak - Janiece
- 1998: Can't Hardly Wait – vriendin
- 1995: How to Make an American Quilt – voorouder (overgrootmoeder) van Anna

### Televisieseries
Selectie:
- 2021 Rebel - als Lanalee 'Lana' Ray - 10 afl.
- 2019 SEAL Team - als wapensergeant Miller - 5 afl.
- 2009-2016: Castle – Lanie Parish - 173 afl.
- 2007: My Name Is Earl – Liberty Washington – 3 afl.
- 2001-2005: One on One – Tonya – 10 afl.
- 2003-2004: The Tracy Morgan Show – Alicia Mitchell – 18 afl.
- 1998-2002: For Your Love – Bobbi Seawright – 84 afl.
- 1995-2001: ER – Joanie Robbins – 3 afl.
- 1997-1999: Veronica's Closet – Tina – 8 afl.

- International Standard Name Identifier: 0000 0000 3351 9264
- Library of Congress Control Number: n99835574
- MusicBrainz: f0cba746-06f0-49ef-8f2b-dcafedf68e24
- Virtual International Authority File: 43638571
- WorldCat: E39PBJtH6xXQGMRYmYKj7CRxjC